# Tisona clarior
Tisona clarior är en fjärilsart som beskrevs av Higgins 1981. Tisona clarior ingår i släktet Tisona och familjen praktfjärilar. Inga underarter finns listade i Catalogue of Life.